# Manuel Benavides Cuéllar
Manuel José Benavides Cuéllar (* 1931) ist ein kolumbianischer Komponist, Geiger, Musikethnologe und -pädagoge.

## Leben
Benavides studierte Bratsche in Popayán und setzte seine Ausbildung an der Universidad del Cauca und 1959–60 am Real Conservatorio Superior de Música de Madrid fort. Komposition studierte er am Konservatorium der Universidad Nacional de Colombia, wo er später als Professor für Musiktheorie und Solfège wirkte. Während des Kompositionsstudiums war er Geiger im Orquesta Sinfónica Nacional de Colombia.
Am Instituto Interamericano de Etnomusicología y Folklore (INIDEF) in Caracas spezialisierte er sich auf Musikethnologie und Folkloristik und forschte über die Kogui, eine indigene ethnische Gruppe in der Sierra Nevada de Santa Marta, deren Zivilisation seit der präkolumbianischen Ära besteht. Im Ergebnis einer Feldforschung verfasste er eine Monographie über die Kogui.
1964 komponierte Benavides sein bekanntestes Werk, die sinfonische Dichtung Yagé für Streichorchester und Pauke. Es wurde 2007 von der St. Petersburg Camerata unter Leitung von Germán Céspedes auf dem Album Desde Rusia, notas sinfónicas de Colombia aufgenommen.